# Béla Jenbach
Béla Jenbach, född 1 april 1871 i Miskolc, Ungern, död 21 januari 1943 i Wien, Österrike, ungersk-österrikisk librettist, som bland annat skrev librettot till Csardasfurstinnan tillsammans med Leo Stein.